# پائولا وستر
پائولا وستر (انگلیسی: Paula Westher؛ زادهٔ ۱۶ آوریل ۱۹۶۵) دوچرخه‌سوار سابق اهل سوئد است.
پائولا وستر در بازی‌های المپیک تابستانی ۱۹۸۴ و المپیک تابستانی ۱۹۸۸ به رقابت پرداخت.